# Ayuntamiento de Logroño
El Ayuntamiento de Logroño es la institución que se encarga de gobernar la ciudad y el municipio de Logroño, capital de La Rioja, España.
Está presidido por el alcalde de Logroño, que desde 1979 es elegido democráticamente por sufragio universal. Actualmente ostenta el cargo Conrado Escobar Las Heras, del Partido Popular de La Rioja, desde que ganara con mayoría absoluta las elecciones municipales de 2023.
Desde 1865 hasta 1980, la sede del Ayuntamiento de Logroño se encontraba en el palacio de los Chapiteles de la calle Portales. En 1981, se trasladó a un singular y moderno complejo arquitectónico situado en el número 11 de la denominada avenida de la Paz.

## Sede
La sede actual del consistorio fue construida sobre el solar de un antiguo cuartel cuadrado de grandes dimensiones. El complejo arquitectónico fue proyectado por Rafael Moneo entre 1973 y 1974. Las obras comenzaron en 1976 y finalizaron en 1980. Los dos edificios principales son dos piezas triangulares de tres plantas con la forma de una escuadra y un cartabón articulándose de tal manera que forman una amplísima plaza. Las fachadas de la plaza discurren porticadas y los acabados del todo el conjunto son de piedra natural realzando la sobriedad y el equilibrio de sus afiladas formas.
En la parte noreste se engarza al complejo un edificio con forma de piano que alberga el auditorio municipal. En la fachada este destaca una fuente con la escultura en bronce de una mujer en gesto de beber agua.

## Alcaldes

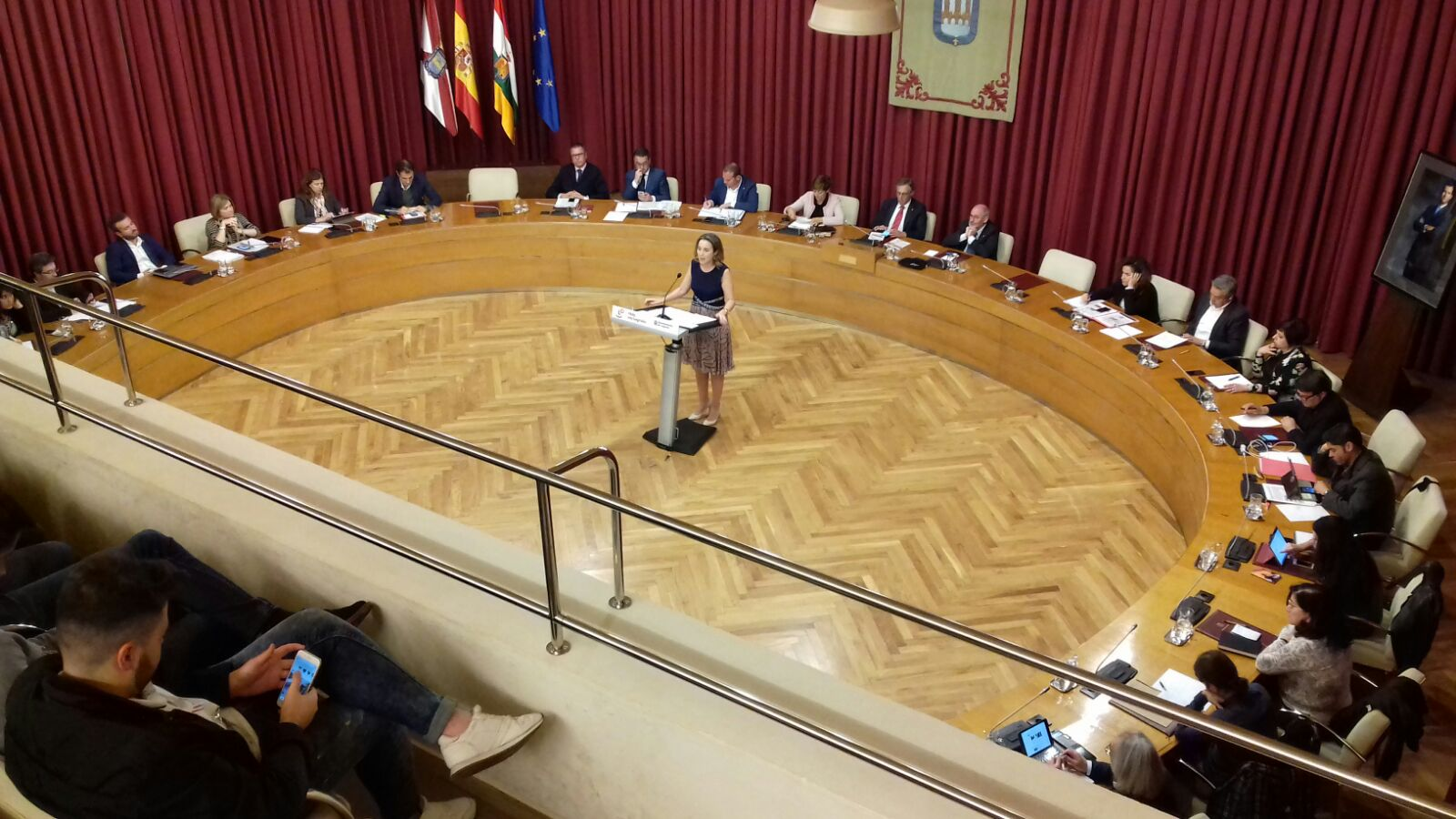
Cuca Gamarra interviene como alcaldesa en el Debate sobre el Estado de la Ciudad en Logroño a 23 de octubre de 2017

| Periodo   | Nombre                            | Partido                                  |
| --------- | --------------------------------- | ---------------------------------------- |
| 1979-1983 | Miguel Ángel Marín                | Unión de Centro Democrático (UCD)        |
| 1983-1987 | Manuel Sáinz Ochoa                | Partido Socialista Obrero Español (PSOE) |
| 1987-1991 | Manuel Sáinz Ochoa                | Partido Socialista Obrero Español (PSOE) |
| 1991-1995 | Manuel Sáinz Ochoa                | Partido Socialista Obrero Español (PSOE) |
| 1995-1999 | José Luis Bermejo                 | Partido Popular (PP)                     |
| 1999-2003 | Julio Revuelta                    | Partido Popular (PP)                     |
| 2003-2007 | Julio Revuelta                    | Partido Popular (PP)                     |
| 2007-2011 | Tomás Santos                      | Partido Socialista Obrero Español (PSOE) |
| 2011-2015 | Cuca Gamarra                      | Partido Popular (PP)                     |
| 2015-2019 | Cuca Gamarra                      | Partido Popular (PP)                     |
| 2019-2023 | Pablo Hermoso de Mendoza González | Partido Socialista Obrero Español (PSOE) |
| 2023-act. | Conrado Escobar Las Heras         | Partido Popular (PP)                     |

## Resultados electorales
| Partido político                                   | 2023   | 2023  | 2023       | 2019   | 2019  | 2019       | 2015   | 2015  | 2015       | 2011   | 2011  | 2011       | 2007   | 2007  | 2007       |
| Partido político                                   | Votos  | %     | Concejales | Votos  | %     | Concejales | Votos  | %     | Concejales | Votos  | %     | Concejales | Votos  | %     | Concejales |
| Partido Popular (PP)                               | 33 831 | 43,72 | 14         | 22 135 | 29,46 | 9          | 26 887 | 35,79 | 11         | 35 587 | 48,52 | 17         | 34 513 | 46,43 | 13         |
| Partido Socialista Obrero Español (PSOE)           | 24 067 | 31,10 | 9          | 28 066 | 37,36 | 11         | 18 423 | 24,52 | 7          | 21 686 | 29,57 | 10         | 29 983 | 40,34 | 12         |
| Vox                                                | 6005   | 7,76  | 2          | 3076   | 4,90  | 0          | —      | —     | —          | —      | —     | —          | —      | —     | —          |
| Unidos Podemos-Cambia Logroño-Izquierda Unida (IU) | 3954   | 5,11  | 1          | 5341   | 7,11  | 2          | 11 619 | 15,47 | 4          | 3117   | 4,25  | 0          | 3347   | 4,50  | 0          |
| Partido Riojano (PR+)                              | 3937   | 5,08  | 1          | 4173   | 5,55  | 1          | 4086   | 5,44  | 1          | 2929   | 3,99  | 0          | 4978   | 6,70  | 2          |
| Ciudadanos (CS)                                    | 931    | 1,20  | 0          | 10 067 | 13,40 | 4          | 10 566 | 14,07 | 4          | —      | —     | —          | —      | —     | —          |

## Evolución de la deuda viva
El concepto de deuda viva contempla sólo las deudas con cajas y bancos relativas a créditos financieros, valores de renta fija y préstamos y créditos transferidos a terceros, excluyéndose, por tanto, la deuda comercial. La deuda viva municipal por habitante en 2014 asciende a 227,37 €.
| Gráfica de evolución de la deuda viva del Ayuntamiento entre 2008 y 2023                          |
|                                                                                                   |
| Deuda viva del Ayuntamiento de Logroño, en miles de euros, según datos del Ministerio de Hacienda |